# Минь Гуйжун
Минь Гуйжун (кит. трад. 閔桂榮, упр. 闵桂荣, пиньинь Mǐn Guìróng; 2 июня 1933, Путянь, Фуцзянь — 28 апреля 2021, Пекин), — китайский физик, эксперт в области инженерной теплофизики и космических технологий, работал в Китайской академии космических технологий. Он был почетным директором Китайского общества астронавтики, членом 8-го и 9-го Народного политического консультативного совета Китая. 28 апреля 2021 года он скончался в Пекине «из-за неэффективного лечения».

## Биография
Минь Гуйжун по окончании средней школы в 1952 году поступил в Сямыньский университет. После реорганизации институтов в том же году перевёлся в Нанкинский технологический институт (ныне Университет Юго-востока), который окончил в 1956 году. В марте 1955 года вступил в Коммунистическую партию Китая. В 1960 году на государственную стипендию был направлен в Энергетический институт АН СССР. В 1963 году ему была присуждена ученая степень кандидата наук. С 1966 по 1968 год участвовал в создании первого китайского искусственного спутника. С 1968 по 1985 году был вице-президентом Китайской академии космических технологий.

## Научные интересы
Начиная с 1960-х годов Минь Гуйжун был вовлечён в научные и технические разработки в области космической теплофизики, такие как тепловые режимы работы китайских искусственных спутников, начиная с самого первого из них, Дунфан Хун-1. Начиная с 1980 годов он также возглавлял разработку китайских спутников, сканирующих земную поверхность, разработку технологии возвращаемых спутников,  а также исследования по микрогравитации.

## Награды
- В 1991 году он был избран академиком Китайской академии наук.
- В 1992 году избран академиком Международной академии астронавтики.
- В 1994 году он был избран академиком Китайской инженерной академии.
- В 1996 году получил премию за научно-технические достижения Фонда Хо — Люн — Хо — Ли[англ.].